# Phép nhúng (toán học)
Trong toán học, một phép nhúng khái quát hóa ý tưởng về việc đặt một vật thể vào trong một vật thể khác (một cách phù hợp).

## Tô pô và hình học

### Tô pô đại cương
Trong tô pô đại cương, một phép nhúng là một phép đồng phôi vào ảnh của nó. Cụ thể hơn, một đơn ánh liên tục {\displaystyle f:X\to Y} giữa các không gian tôpô {\displaystyle X} và {\displaystyle Y} là một phép nhúng tô pô nếu {\displaystyle f} là một đồng phôi giữa {\displaystyle X} và {\displaystyle f(X)} ({\displaystyle f(X)} mang cấu trúc tô pô cảm sinh từ {\displaystyle Y}). Với một phép nhúng {\displaystyle f:X\to Y}, ta có thể coi {\displaystyle X} như một không gian con của {\displaystyle Y}.

### Tô pô vi phân
Trong tô pô vi phân: Xét {\displaystyle M} và {\displaystyle N} là đa tạp trơn và {\displaystyle f:M\to N} là một ánh xạ trơn. {\displaystyle f} là một phép dìm nếu vi phân của nó là đơn ánh tại mọi điểm. Ta định nghĩa một phép nhúng là một đơn ánh ngâm đồng thời là một phép nhúng tô pô (tức là phép đồng phôi vào ảnh của nó).

### Hình học Riemann
Trong hình học Riemann: Xét (M,g) và (N,h) hai đa tạp Riemann. Một phép nhúng đẳng cự là một phép nhúng trơn (theo nghĩa vi phân) f: M → N bảo toàn metric theo nghĩa g bằng với pull-back của h bởi f, tức là g = f *h. Cụ thể hơn, với mọi vectơ tiếp tuyến {\displaystyle v,w\in T_{x}(M)} ta có
{\displaystyle g(v,w)=h(df(v),df(w)).}
Tương tự, một phép ngâm đẳng cự là một phép ngâm giữa các đa tạp Riemann bảo tồn các metric Riemann.

## Đại số
Nói chung, đối với một phạm trù đại số C, một phép nhúng giữa hai đối tượng X và Y là một C-đơn cấu e: X → Y.